# پرستار رچد
پرستار رچد (به انگلیسی: Nurse Ratched) که با نام «پرستار بزرگ» نیز شناخته می‌شود، یک شخصیت و آنتاگونیست در رمان پرواز بر فراز آشیانه فاخته اثر سال ۱۹۶۲ کن کیسی است. او یک انسان سرد، مستبد و بی‌احساس و نمونه‌ای کلیشه‌ای از یک پرستار زن مستبد، سلطه گر و قوی است. او تبدیل به یک استعاره محبوب عامه برای بیان تأثیر مخرب قدرت و اقتدار در بوروکراسی شده‌است. مانند آنچه در آن بیمارستان روان‌پزشکی در آن رمان بر قرار است.

## در رمان
پرستار رچد سر پرستاری در یک مؤسسه روانی در بیمارستان ایالتی سیلم، اورگان است. او قدرت تقریباً مطلقی را در مورد دسترسی بیماران به داروها، امتیازات و ضروریات اساسی مانند غذا و بهداشتی اعمال می‌نماید. او هر زمان که بیماری خوشایند او نباشد، با شیوه‌ای دمدمی مزاج گونه آن امتیازات را لغو می‌کند. مافوق او نسبت به کارهای او نابینا است، چون او از طریق داروهای آنتی سایکوتیک و Anticonvulsant و همچنین با تعریف شخصی‌اش از «درمان» که عمدتاً مشتمل بر تحقیر بیماران است بیماران را از اقدام و عمل بازمی‌دارد و با هزینه کم نظم را حفظ می‌کند.